# Princeton, New Jersey

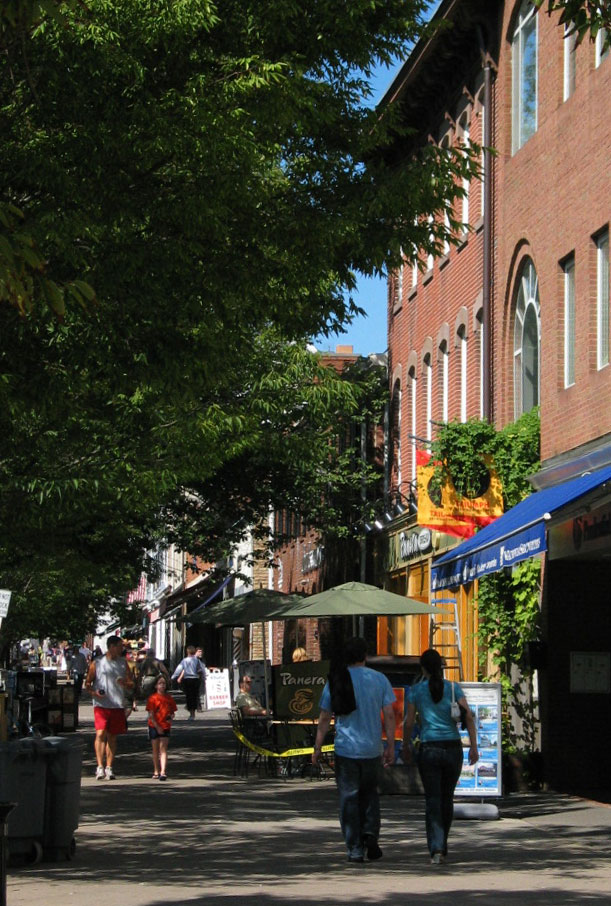
Nassau Street, strada principală din Princeton.

Princeton, New Jersey este o comunitate aflată în comitatul Mercer, New Jersey, Statele Unite ale Americii. Universitatea Princeton își are aici sediul din 1756. Deși Princeton este un „oraș universitar”, există și alte instituții în zonă, printre care Institute for Advanced Study, Educational Testing Service (ETS), Opinion Research Corporation, Siemens Corporate Research, Bristol-Myers Squibb, Sarnoff Corporation, FMC Corporation, The Robert Wood Johnson Foundation, Church and Dwight, Berlitz International și Dow Jones & Company.
Comunitatea este la distanțe aproximativ egale între New York și Philadelphia. Mulți dintre localnicii din Princeton fac naveta la New York (prin stația Princeton Junction) de la sfârșitul celui de al Doilea Război Mondial. Comunitatea este aproape de multe șosele mari care o legă de ambele orașe. Timpul parcurs de trenurile Amtrak până la fiecare din cele două mari orașe este același, dar trenul de navetiști spre New York — prin Northeast Corridor Line — este de regulă mai rapid decât linia echivalentă spre Philadelphia, care impune schimbarea trenului la Trenton. În Princeton se recepționează posturi de radio și televiziune din ambele orașe.
Capitala statului New Jersey este orașul Trenton, dar reședința oficială a guvernatorului este în Princeton din 1945, când casa Morven a devenit prima casă guvernatorială. Ulterior, ea a fost înlocuită de Drumthwacket, o vilă colonială mai mare aflată în regiune, în timp ce Morven a devenit muzeu, proprietate a New Jersey Historical Society.
Princeton s-a clasat pe locul 15 în „topul primelor 100 de orașe în Statele Unite în care să locuiești și să lucrezi” alcătuit de revista Money în 2005.
Deși locuitorii din Princeton au o puternică identitate a comunității, ea este compusă din două unități administrative separate: un township și un borough. Borough-ul aflat în centru este complet înconjurat de township. Borough s-a separat de Township în 1894 după o dispută privind impozitele școlare; cele două comune au format ulterior Școlile Regionale Princeton, instituție comună, și sunt și alte servicii publice administrate în comun. Au existat trei referendumuri în care s-a propus reunificarea celor două Princetonuri, dar toate au fost respinse. Borough-ul conține strada Nassau, principala stradă comercială, mare parte din campusul universității, și mare parte din zona urbană de dinainte de război. Borough-ul și Townshipul au astăzi populații aproximativ egale, totalizând aproximativ 30.000 de locuitori.
Codurile poștale ZIP pentru Princeton sunt 08542 (mare parte din Borough), 08544 (universitatea) și 08540. Ultimul cod acoperă zone din Princetonul propriu-zis, inclusiv porțiuni din townshipurile Lawrence, Hopewell și West Windsor din comitatul Mercer, townshipurile Montgomery și Franklin din comitatul Somerset și townshipurile Plainsboro și South Brunswick din comitatul Middlesex. Ambiguitatea rezultată este exploatată de agenții imobiliari din zonă care scriu în anunțuri ca avantaj „adresă prestigioasă de Princeton”. 
Princeton se află la 40°21' latitudine nordică și 74°40' longitudine vestică.

## Personalități născute aici
- Michael Bradley (n. 1987), fotbalist.